# 欧阳明高
欧阳明高（1958年10月27日—），汉族，湖北天门人，中华人民共和国汽车工程学家，清华大学教授，汽车安全与节能国家重点实验室主任。其工作专注于新能源汽车动力系统的节能研究：包括内燃动力、混合动力、电池动力的系统与控制。担任国家863“节能与新能源汽车”重大项目专家组组长等职。2017年选为中国科学院院士。
1975年，欧阳明高自天门县小庙高中毕业，在天门当地下乡做知青。恢复高考当年，欧阳明高考上长沙铁道学院（今中南大学）车辆工程专业，1978年3月入校。1982年，他本科毕业，进入大连铁道学院（今大连交通大学）攻读车辆工程硕士研究生。1984年，他硕士毕业，留校任教至1988年底。1989年1月，他来到丹麦技术大学，担任访问学者。1990年，他开始攻读丹麦技术大学能源动力工程专业博士学位。1993年，他博士毕业，返回中国大陆，在清华大学当博士后。1995年6月，博士后期满出站，他留校任副教授。1998年8月升为教授。
加入中国民主同盟，担任十一届全国政协常务委员、民盟中央副主席、清华大学学术委员会副主任。2007年12月，在民盟十届一中全会上，他出任民盟中央副主席的职务。2008年，当选第十一届全国政协常务委员，代表中国民主同盟，分入第六组。并担任人口资源环境委员会专委。2018年1月，当选第十三届全国政协委员。

## 争议事件
2024年3月16日，中国电动汽车百人会论坛（2024）上，中国电动汽车百人会副理事长、中国科学院院士欧阳明高发言称：“国家消防救援局数据，2023年一季度自燃车辆，燃油车18360辆；新能源车640辆。我们看它的起火率，燃油车万分之0.58，新能源车万分之0.44，比它还低”引来争议。

这一组数据实际并非2023年一季度的数据，而是来自国家消防救援局官网2022年4月4日公布的2022年一季度数据：从交通工具火灾看，新能源车辆增幅较大。共接报各类交通工具火灾1.9万起，同比去年上升8.8%；其中，新能源汽车640起，同比上升32%；电动自行车火灾3777起，同比上升35.9%，均高于交通工具火灾的平均增幅。
“新能源车640辆”实际是2022年一季度起火新能源汽车数量，“燃油车18360辆”中的数字18360是由1.9万减640得到的，所以数字18360实际包含电动自行车等其他车辆，并非燃油车起火数量。 同时起火与自燃有很大区别，数据不应当混用。